# Fulica cornuta
Galeirão-de-chifres ou carqueja-de-chifres (Fulica cornuta) é uma espécie de ave da família Rallidae.
Pode ser encontrada nos seguintes países: Argentina, Bolívia e Chile.
Os seus habitats naturais são: lagos de água doce e sapais.
Está ameaçada por perda de habitat.